# Lyssomanes protarsalis
Lyssomanes protarsalis là một loài nhện trong họ Salticidae.
Loài này thuộc chi Lyssomanes. Lyssomanes protarsalis được Frederick Octavius Pickard-Cambridge miêu tả năm 1900.